# Barleria maculata
Barleria maculata är en akantusväxtart som beskrevs av Spencer Le Marchant Moore. Barleria maculata ingår i släktet Barleria och familjen akantusväxter. Inga underarter finns listade i Catalogue of Life.